# Ain't It Fun (Paramore)
Ain't It Fun è un singolo dei Paramore, il quarto estratto dal loro quarto album in studio, omonimo, pubblicato il 4 febbraio 2014.
È il brano dei Paramore ad aver ottenuto il miglior piazzamento nelle classifiche statunitensi, raggiungendo la 10ª posizione della Billboard Hot 100 e la prima posizione della Rock Songs nel maggio 2014. Ha inoltre valso alla band statunitense il suo primo Grammy Award, trionfando nella categoria miglior canzone rock nel 2015.

## Descrizione
Parlando di come sia nato il brano, la cantante Hayley Williams ha detto:
Il brano, di genere tra la new wave e il pop rock, è composto da melodie e ritmi tipicamente funk, ma incanala anche altri generi come soul, new jack swing e gospel. Il bridge è difatti caratterizzato da un coro gospel che accompagna il canto di Hayley Williams. Il testo parla invece, molto sarcasticamente, di quanto sia difficile crescere e affrontare il mondo da soli. È stato registrato, come il resto dell'album, tra giugno e novembre 2012 a Los Angeles con il produttore Justin Meldal-Johnsen, e missato da Ken Andrews. È uno dei quattro brani di Paramore ad essere stato prodotto, oltre che da Meldal-Johnsen, dal chitarrista della band Taylor York.

## Esibizioni dal vivo
Il debutto dal vivo di Ain't It Fun è avvenuto il 25 aprile 2013 a Houston, in Texas, durante il tour primaverile in Nord America della band.

## Pubblicazione e promozione
Oltre che in formato radiofonico, il singolo è stato pubblicato anche in vinile in occasione del Record Store Day del 2014, e le 2 700 copie sono state vendute durante l'evento il 19 aprile 2014. Il particolare design è stato curato da Hayley Williams e prodotto dalla Fueled by Ramen: al contrario dei comuni dischi in vinile, quello del singolo dei Paramore è spezzato a metà, a richiamo di uno dei tanti record realizzati dalla band nel video del brano. Il vinile da 12 pollici contiene, oltre al brano originale, un remix dello stesso realizzato dal gruppo musicale britannico Dutch Uncles e masterizzato da Phil Bulleyment.

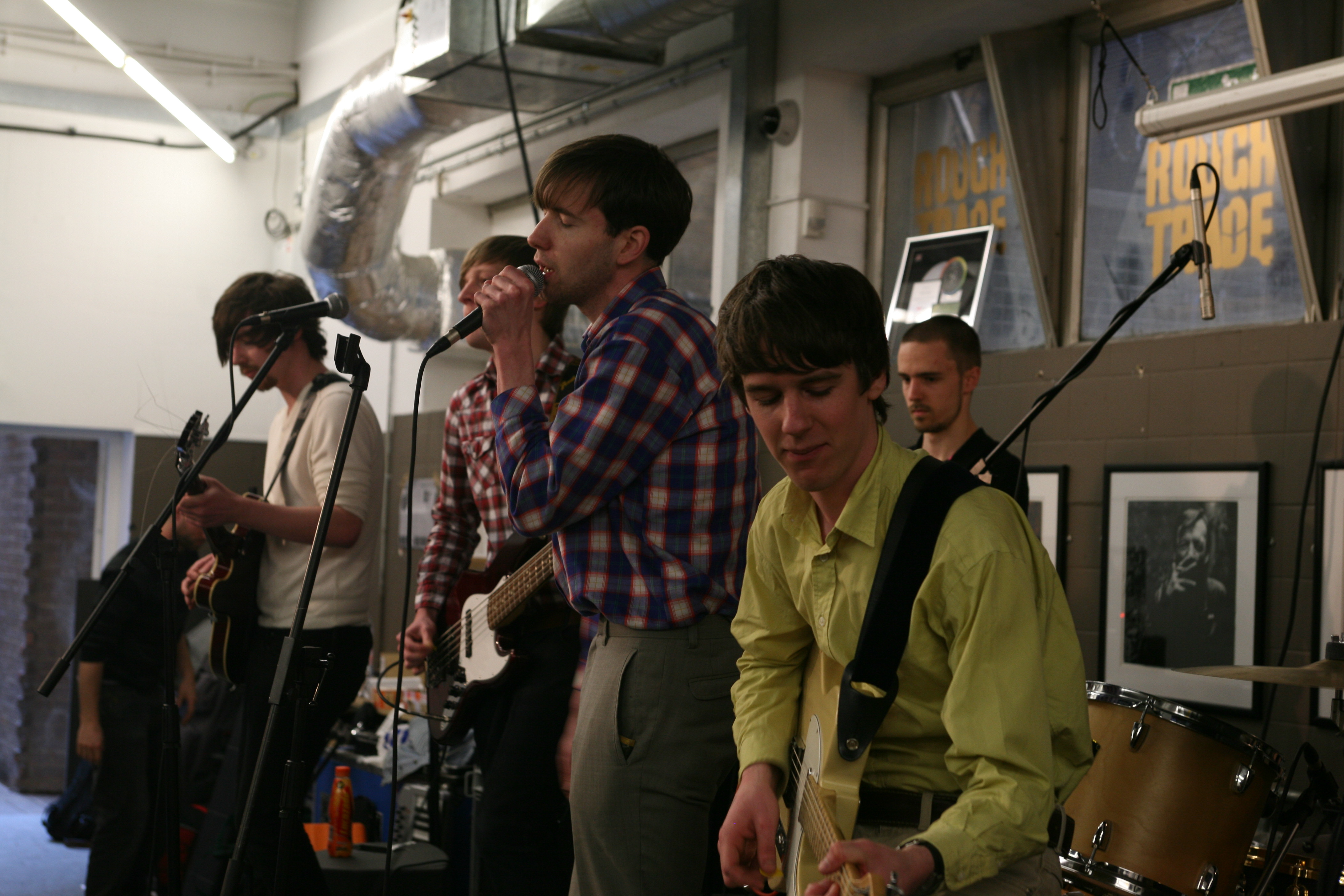
I Dutch Uncles, autori del remix del brano

Il 24 giugno 2014 è stato invece pubblicato su iTunes un EP contenente la versione radiofonica di Ain't It Fun, il remix dei Dutch Uncles e altri due remix inediti.

## Video musicale
Inizialmente Ain't It Fun era atteso come il terzo singolo estratto dal quarto album dei Paramore, dopo che la band aveva annunciato, nel luglio 2013, che era al lavoro con Jonathan "Jodeb" Desbiens per realizzare un video per il brano. Tuttavia il risultato ottenuto non soddisfò pienamente i membri della band, e il 13 ottobre Hayley Williams annunciò che il video di Daydreaming sarebbe andato a sostituire quello di Ain't It Fun.
Il 2 dicembre viene pubblicata su Instagram una foto di Williams, York e Davis con addosso degli occhiali protettivi e dei vinili spezzati in mano, con la descrizione:
Il nuovo video per il singolo, girato il 2 dicembre 2013 a Nashville e diretto da Sophia Peer, viene successivamente pubblicato il 29 gennaio 2014.
Nel video i Paramore superano vari e bizzarri record come "Minor tempo per tre persone nel rompere 30 sveglie con delle chitarre", "Maggior numero di piume raccolte in 30 secondi", "Minor tempo nel correre bendato all'indietro tenendo dei pupazzi per 30 piedi" e, soprattutto, "Maggior numero di record superati in un video musicale". Ciò ha promosso una nuova iniziativa della band sul sito recordsetter.com, dove i tre membri della band e lo staff della Fueled by Ramen sfidano i fan a superare i record da loro stabiliti o a crearne di nuovi.

## Accoglienza

### Accoglienza dalla critica

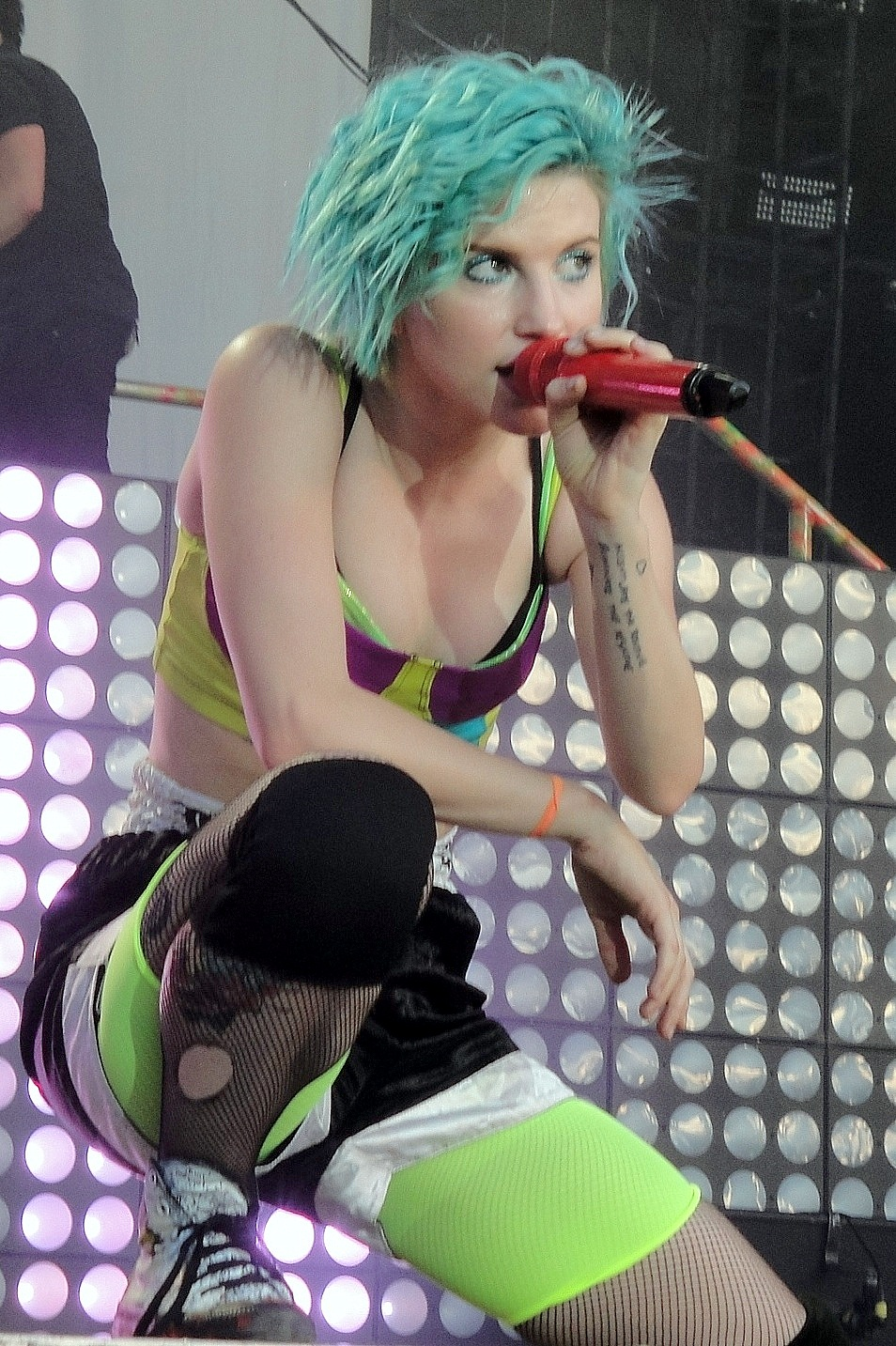
Nel 2015 Hayley Williams è la prima donna a vincere un Grammy Award alla miglior canzone rock dal 1999, anno in cui fu Alanis Morissette a trionfare con Uninvited

Ain't It Fun è stata positivamente accolta dalla critica, venendo definita "una perla" da AbsolutePunk e arrivando alla quarta posizione della classifica dei migliori brani di aprile 2013 stilata da PopDust. David Greenwald di MTV l'ha descritta dicendo che "l'ironia del suo testo sarcastico viene mascherata con uno staccato funk che impressionerebbe Justin Timberlake". La parte del coro gospel è stata invece associata a Unwritten di Natasha Bedingfield e alla musica di Whitney Houston e Michael Jackson.
Il brano è stato inserito nella lista delle 41 migliori canzoni del 2013 di Fuse ed è arrivato alla posizione 19 nella classifica di metà anno del 2013 delle migliori canzoni secondo PopDust.
È stato anche inserito in sondaggi di popolarità come "Song of the Summer 2014" di Time (vincendo con il 44% dei voti ottenuti), e Kerrang! l'ha incluso nella sua classifica dei migliori brani rock del 2014, piazzandolo al diciannovesimo posto.
Infine, il successo di Ain't It Fun ha valso ai Paramore la loro quarta nomination ai Grammy Awards della loro carriera, la prima ricevuta senza i fratelli Farro. Nel gennaio 2015 viene infatti candidato al Grammy Award alla miglior canzone rock nell'edizione del 2015, premio che vincerà l'8 febbraio seguente, valendo ai Paramore il loro primo Grammy Award e rendendo Hayley Williams la prima donna dal 1999 a trionfare in quella categoria.

### Successo commerciale
Prima della sua pubblicazione come singolo è inoltre riuscita ad arrivare al 32º posto dei singoli più venduti in Australia, al 55º in Irlanda e al 3º posto della Official Rock & Metal Chart, la classifica dei brani rock più venduti nel Regno Unito.
Negli Stati Uniti il brano entra prima nella Rock Songs e nella Rock Digital Songs, rispettivamente al 35º e al 30º posto, per poi debuttare, due settimane più tardi, al 39º posto della Pop Songs e al 35º della Adult Top 40, per poi iniziare a scalare tutte e quattro le classifiche nelle settimane successive ed entrare, a marzo, anche nella Billboard Hot 100. Durante l'ultima settimana di aprile 2014 il brano arriva alla 21ª posizione della Hot 100 e alla 4ª della Rock Songs, stabilendo un doppio record per la band. Due settimane dopo il brano raggiunge la 10ª posizione della Hot 100 e la prima della Rock Songs, vendendo oltre 74 000 copie digitali nella seconda settimana di maggio. Nell'ultima settimana di maggio debutta anche nella Hot Adult Contemporary Tracks, diventando il terzo brano della band ad entrare nella classifica dopo The Only Exception e Still into You. Nel giugno 2014 è arrivato in cima anche alla Adult Top 40 e alla seconda posizione della Pop Songs. Nel giugno 2014 il singolo è stato ufficialmente certificato disco di platino dalla RIAA per aver venduto oltre un milione di copie solo negli Stati Uniti, per poi superare la soglia dei due milioni (e ottenere quindi il doppio platino) nel luglio 2015. A luglio viene certificato disco d'oro anche in Canada, dopo aver venduto oltre 40 000 copie.
Il 12 pollici del singolo pubblicato in occasione del Record Store Day è stato inoltre il settimo vinile più venduto negli Stati Uniti nella settimana tra il 13 e il 20 aprile 2014.

### Cover
Ain't It Fun è stata reinterpretata nei talent show The Voice e American Idol, e ne è stata realizzata una cover da Tyler Carter degli Issues e da Luke Holland dei The Word Alive per la compilation Punk Goes Pop 6, pubblicata nel novembre 2014 dalla Fearless Records.

## Tracce
Testi e musiche di Hayley Williams e Taylor York.
CD promozionale
1. Ain't It Fun (Radio Edit) – 3:52

Vinile 12"
1. Ain't It Fun – 4:56
2. Ain't It Fun (Dutch Uncles Remix) – 4:57

EP digitale
1. Ain't It Fun (Radio Edit) – 3:51
2. Ain't It Fun (Dutch Uncles Remix) – 4:57
3. Ain't It Fun (Kye Kye Remix) – 4:35
4. Ain't It Fun (Smash Mode Remix) – 5:25

## Formazione
Paramore
- Hayley Williams – voce, tastiera, sintetizzatore
- Taylor York – chitarra, xilofono, tastiera, sintetizzatore, cori
- Jeremy Davis – basso, tastiera, sintetizzatore, cori

Produzione
- Justin Meldal-Johnsen – produzione
- Taylor York – produzione
- Ken Andrews – missaggio

Altri musicisti
- Ilan Rubin – batteria, percussioni
- Justin Meldal-Johnsen – tastiera, sintetizzatore

Coro gospel
- Vincent Brantley (direttore)
- Sean Dancy
- Yolanda Harris-Dancy
- Katherine Dancy
- Brandon Hampton
- Talitha Manor
- Joslyn James

## Classifiche
| Classifica (2013)                | Posizione massima |
| -------------------------------- | ----------------- |
| Australia                        | 32                |
| Irlanda                          | 55                |
| Regno Unito                      | 147               |
| Regno Unito (rock & metal)       | 3                 |
| Classifica (2014)                | Posizione massima |
| Canada                           | 27                |
| Portogallo                       | 38                |
| Repubblica Ceca                  | 51                |
| Slovacchia                       | 61                |
| Stati Uniti                      | 10                |
| Stati Uniti (digital)            | 13                |
| Stati Uniti (adult contemporary) | 12                |
| Stati Uniti (adult top 40)       | 1                 |
| Stati Uniti (pop)                | 2                 |
| Stati Uniti (rock)               | 1                 |
| Stati Uniti (rock digital)       | 1                 |
| Stati Uniti (radio)              | 5                 |
| Ungheria (radio)                 | 4                 |
| Venezuela (pop rock)             | 11                |

### Classifiche di fine anno
| Classifica (2014)                | Posizione |
| -------------------------------- | --------- |
| Canada                           | 95        |
| Stati Uniti                      | 47        |
| Stati Uniti (digital)            | 53        |
| Stati Uniti (adult contemporary) | 24        |
| Stati Uniti (adult pop)          | 11        |
| Stati Uniti (pop)                | 23        |
| Stati Uniti (rock)               | 7         |
| Stati Uniti (rock digital)       | 8         |
| Stati Uniti (radio)              | 31        |